# Vytenis Andriukaitis
Vytenis Povilas Andriukaitis (Kiusiur, República Socialista Soviètica Sakhà, URSS, 9 d'agost de 1951) és un cardiòleg i polític lituà. Actualment és comissari europeu de salut. Va ser un dels signants de la Declaració de Restabliment de la Independència de l'Estat de Lituània.

## Biografia
Vytenis Andriukaitis va néixer a Sibèria, perquè la seva família hi havia estat deportada el juny de 1941. Allà només tenia accés a la literatura russa i Andriukaitis va aprendre lituà mitjançant històries tradicionalis que la seva mare escrivia en un quadern. El 1957 la família va rebre el permís per tornar a Lituània, perquè la mare havia obtingut una medalla d'or per haver tingut cinc infants. I es van establir a Kaunas. Bon estudiant, Andriukaitis va acabar la carrera de medicina i posteriorment la d'història. En la seva època d'estudiant, va militar en el moviment clandestí socialdemòcrata lituà que volia aconseguir un estat independent, fet que li va ocasionar alguns obstacles al començament de la seva carrera com a metge. Tot i això, va aconseguir les qualificacions necessàries per exercir de cirurgià en diverses especialitats i el 1987 va participar en el primer trasplantament de cor de la història de Lituània. Andriukaitis va practicar la medicina fins 1993, quan les noves lleis constitucionals van impedir que els membres del parlament participessin en altres activitats no parlamentàries.

## Activitat política
Pel que fa a la seva activitat política, Andriukaitis va començar el 1976 en la clandestinitat com a membre del moviment socialdemòcrata lituà, participant en moltes activitats en aquest cercle. Va ser el fundador de la universitat clandestina Antanas Strazdelis de pensament humanitari i auto-educació (1975-1982), que criticava les dictadures i defensava el pluralisme d'idees, filosofies i religions. El 1990 va ser elegit diputat al Presídium del Soviet Suprem de l'URSS. Va ser un dels signants de la Declaració de Restabliment de la Independència de Lituània i també un dels autors de la Constitució de Lituània, aprovada el 1992. Aquell any va ser escollit membre del Parlament de Lituània. Va ser candidat a president de la república el 1997 i el 2002. Va formar part de la Convenció Europea. El 2012 va ser escollit ministre de sanitat fins que el setembre de 2014 Jean Claude Juncker el va anomenar comissari europeu de salut i protecció del consumidor.
Poc després que el Regne Unit votés el 2016 separar-se de la Unió Europea, Nigel Farage va fer un discurs on deia que els membres del Parlament Europeu mai havien fet res de bo a la seva vida. Un vídeo d'Andriukaitis cobrint-se la cara amb la mà precisament en aquell moment va esdevenir viral.

## Esperantista
Vytenis Andriukaitis és un conegur defensor de la llengua auxiliar internacional esperanto. Va aprendre aquesta llengua el 1976 gràcies al metge liutà Viktoras Kutorga i va ser un esperantista actiu a Ignalina i a Vilnius abans de dedicar-se professionalment a la política. Va col·laborar en l'organització del congrés mundial d'esperanto del 2005 celebrat a Vilnius.
Juntament amb altres polítics i experts, el juliol de 2016 va participar a Eslovàquia en una conferència sobre política lingüística a la Unió Europea. Essent les llengües de treball l'eslovac, l'anglès i l'esperanto, Andriukaitis va escollir aquesta darrera per fer el seu discurs, que va penjar posteriorment a la pàgina de la Comissió Europea. En aquest discurs, va destacar la importància de l'esperanto com a símbol de l'humanisme i de la democràcia.
A més d'esperanto i lituà, Andriukaitis parla polonès, anglès, rus i alemany.